# Simon Helberg
Simon Maxwell Helberg (Los Angeles, 9 de desembre de 1980) és un actor i còmic estatunidenc. És conegut per interpretar a Howard Wolowitz a la comèdia de la CBS The Big Bang Theory (2007–2019), per la qual va guanyar el Premi de la Crítica Televisiva al millor actor secundari en una sèrie de comèdia, i com a Cosmé McMoon a la pel·lícula Florence Foster Jenkins (2016), pel qual va ser nominat al Globus d'Or al millor actor de repartiment - pel·lícula.
Helberg ha aparegut a la sèrie de comèdia MADtv i també ha actuat en pel·lícules com Old School (2003), Bona nit i bona sort (2005), Walk Hard: The Dewey Cox Story (2007), Un home seriós (2009) i Annette (2021).

## Primers anys de vida
Helberg va néixer el 9 de desembre de 1980 a Los Angeles. És fill de l'actor Sandy Helberg i de la directora de càsting Harriet Helberg (née Birnbaum). Va ser criat jueu.
Helberg va assistir a l'escola secundària i secundària a la Crossroads School de Santa Monica, Califòrnia, amb Jason Ritter, que més tard es va convertir en el seu company d'habitació a la Universitat de Nova York. Va assistir a la Tisch School of the Arts de la Universitat de Nova York, on es va formar a la Atlantic Theatre Company.

## Carrera

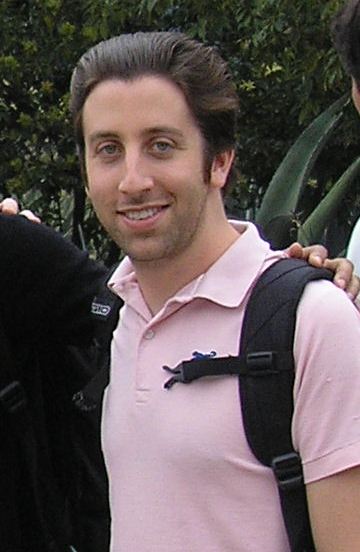
Simon Helberg el 2008.

Des de principis dels anys 2000, Helberg va actuar amb el còmic Derek Waters com el duo de comèdia Derek & Simon. El 2007, els dos van protagonitzar junts Derek &amp; Simon: The Show, una sèrie web que van crear amb el còmic Bob Odenkirk per al lloc web de comèdia Super Deluxe. També van fer dos curtmetratges "Derek & Simon: The Pity Card" (coprotagonitzat per Zach Galifianakis i Bill Hader) i "Derek & Simon: A Bee and a Cigarette" (coprotagonitzat per Casey Wilson i Emily Rutherfurd) i van tenir un acord pilot amb HBO el 2005. Un dels primers treballs d'Helberg a la televisió va ser unir-se breument al repartiment de MADtv durant una temporada el 2002.
Helberg va aparèixer al llargmetratge de 2002 Van Wilder: La festa salvatge com un dels estudiants frikis per als quals Van Wilder estava organitzant una festa. Va tenir un paper menor a la pel·lícula del 2003 Old School. El 2004, va participar en dos episodis de Reno 911!: "Raineesha X" i "Not Without My Mustache". Va tenir un petit paper al sisè episodi de Quintuplets, "Get a Job".
El 2004, va aparèixer a la pel·lícula Una Ventafocs moderna, protagonitzada per Hilary Duff i Chad Michael Murray. Helberg va interpretar el paper menor de Simon a la pel·lícula de 2005 de George Clooney Bona nit i bona sort, on tenia una línia. El 2005, va tenir una mica de paper a Arrested Development com Jeff, un empleat de l'estudi de cinema on treballava Maeby. Del 2006 al 2007, va tenir un paper secundari menor com Alex Dwyer al drama Studio 60 a Sunset Strip. El 2006, va aparèixer en una sèrie d'anuncis de televisió còmics per a l'empresa britànica de serveis financers de Richard Branson, Virgin Money. Va fer un petit paper a la pel·lícula Walk Hard: The Dewey Cox Story del 2007 com a productor discogràfic jueu.
El 2007, Helberg va ser elegit pel paper de Howard Wolowitz, a la sèrie de comèdia de CBS The Big Bang Theory. El 2004, Helberg va interpretar Seth Tobin a Joey, un personatge semblant a Howard.
Va aparèixer com el personatge Moist al Dr. Horrible's Sing-Along Blog, i va tenir un petit paper a l'episodi pilot de la comedia de situació Undeclared produïda per Judd Apatow. A la pel·lícula dels germans Coen del 2009 Un homes seriós, va interpretar el rabino júnior Scott Ginsler. Va tenir un paper menor a l'episodi final de la temporada 4 de The Guild com un dels Game Masters.
El 2016, Helberg va protagonitzar al costat de Meryl Streep i Hugh Grant a Florence Foster Jenkins, dirigida per Stephen Frears; va interpretar al pianista Cosmé McMoon i la seva actuació va ser nominada al Globus d'Or al millor actor de repartiment - pel·lícula. Helberg va protagonitzar Annette, al costat d'Adam Driver.
Forbes el va situar en tercer lloc a la llista d'actors de televisió més ben pagats del món el 2018, i els seus ingressos van augmentar a 23,5 milions de dòlars aquest any.

## Vida personal
Helberg es va casar amb l'actriu, productora i directora Jocelyn Towne, la neboda del guionista Robert Towne, el 7 de juliol de 2007. Tenen una filla, Adeline, i un fill, Wilder Towne Helberg.
Helberg és amic de Nathan Hamill, fill de l'actor Mark Hamill, des que tenia 9 anys. Helberg és amic de Jason Ritter des que tenia 12 anys. Van anar a la universitat junts i continuen treballant junts quan tenen l'oportunitat.
A través de la seva dona Jocelyn (que es va convertir en ciutadana francesa el 2013 a través de la seva mare francesa), el mateix Helberg es va convertir en ciutadà francès per obtenir el paper de director al debut en anglès del director de culte francès Leos Carax, Annette, que va inaugurar el Festival de Cannes de 2021.

## Filmografia

### Pel·lícules
| Any  | Títol                                | Paper                                 | Notes                                      |
| ---- | ------------------------------------ | ------------------------------------- | ------------------------------------------ |
| 1999 | Mumford                              | Company d'habitació de la universitat |                                            |
| 2002 | Van Wilder: La festa salvatge        | Vernon                                |                                            |
| 2003 | Old School                           | Jerry                                 |                                            |
| 2004 | Una Ventafocs moderna                | Terry                                 |                                            |
| 2005 | Bona nit i bona sort.                | Pàgina CBS                            |                                            |
| 2006 | Derek i Simon: A Bee and a Cigarette | Simó                                  | Curtmetratges; també escriptor i productor |
| 2006 | The Pity Card                        | Simó                                  | Curtmetratges; també escriptor i productor |
| 2006 | Bickford Shmeckler's Cool Ideas      | Al                                    |                                            |
| 2006 | El TV Set                            | TJ Goldman                            |                                            |
| 2006 | For Your Consideration               | Agent júnior                          |                                            |
| 2007 | Careless                             | Stewart                               |                                            |
| 2007 | Evan Almighty                        | Staffer                               |                                            |
| 2007 | Mama's Boy                           | Rathkon                               |                                            |
| 2007 | Walk Hard: The Dewey Cox Story       | Dreidel L'Chaim                       |                                            |
| 2009 | Un home seriós                       | El rabí Scott Ginsler                 |                                            |
| 2011 | The Selling                          | Marit jove                            |                                            |
| 2011 | Let Go                               | Franc                                 |                                            |
| 2013 | I Am I                               | Seth                                  | També productor executiu                   |
| 2014 | We'll Naver Have París               | Quinn Berman                          | També director, escriptor i productor      |
| 2015 | Hollywood Adventures                 | Traductor                             |                                            |
| 2016 | Florence Foster Jenkins              | Cosmé McMoon                          |                                            |
| 2021 | Annette                              | L'acompanyant                         |                                            |
| 2022 | As They Made Us                      | Nathan                                |                                            |
| 2022 | Space Oddity                         | Dmitri                                |                                            |

### Televisió
| Any       | Títol                                       | Paper                           | Notes                                                            |
| --------- | ------------------------------------------- | ------------------------------- | ---------------------------------------------------------------- |
| 2001      | Popular                                     | Gus Latrine                     | Episodi: "Coup"                                                  |
| 2001      | Cursed                                      | Andy Tinker                     | Episodi: "And then Jack Became the Voice of Cougars"             |
| 2001      | Ruling Class                                | Fred Foster                     | Pilot                                                            |
| 2001      | Son of the Beach                            | Billy                           | Episodi: "It's Showtime at the Apollo 13!"                       |
| 2001      | Undeclared                                  | Jack                            | Episodi: "Prototype"                                             |
| 2002      | Sabrina, the Teenage Witch                  | Portaveu                        | Episodi: "Time After Time"                                       |
| 2002      | The Funkhousers                             | Donnie Funkhouser               | Pilot                                                            |
| 2002–2003 | MADtv                                       | Diversos                        | 5 episodis                                                       |
| 2003      | Less than Perfect                           | Arthur                          | Episodi: "It Takes a Pillage"                                    |
| 2003      | Tracey Ullman in the Trailer Tales          | Adam                            | Especial de televisió                                            |
| 2004      | Quintuplets                                 | Neil                            | Episodi: "Get a Job"                                             |
| 2004      | Reno 911!                                   | Diversoos                       | 2 episodis                                                       |
| 2005      | Unscripted                                  | Diversoos                       | 2 episodis                                                       |
| 2005      | Life on a Stick                             | Stan / Vinnie                   | 2 episodis                                                       |
| 2005      | Arrested Development                        | Jeff                            | Episodi: "Meat the Veals"                                        |
| 2004–2006 | Joey                                        | Seth Tobin                      | 4 episodis                                                       |
| 2006      | The Jake Effect                             | Bill Skidelsky                  | Episodi: "Flight School"                                         |
| 2006–2007 | Studio 60 on the Sunset Strip               | Alex Dwyer                      | 14 episodis                                                      |
| 2007      | Derek and Simon                             | Simon                           | 13 Episodis; also co-creator, writer and producer                |
| 2007      | The Minor Accomplishments of Jackie Woodman | Matt Menard                     | Episodi: "Bad Luck Brad"                                         |
| 2007–2019 | The Big Bang Theory                         | Howard Wolowitz                 | Paper principal                                                  |
| 2008      | Dr. Horrible's Sing-Along Blog              | Moist                           | 3 episodis                                                       |
| 2010      | The Guild                                   | Kevinator- Official Game Master | Episodi: "Guild Hall"                                            |
| 2010–2012 | Kick Buttowski: Suburban Daredevil          | Ronaldo (veu)                   |                                                                  |
| 2011–2016 | Kung Fu Panda: Legends of Awesomeness       | Bian Zao (veu)                  | 8 episodis                                                       |
| 2013      | Drunk History                               | Frank Mason Robinson            | Episodi: "Atlanta"                                               |
| 2014      | The Tom and Jerry Show                      | Napoleon (veu)                  | 3 episodis                                                       |
| 2015      | Comedy Bang! Bang!                          | Ell mateix                      | Episodi: "Simon Helberg Wears a Sky Blue Button Down and Jeans"  |
| 2021      | Dug Days                                    | Squirrel (veu)                  | Episodi: "Science"                                               |
| 2021      | Young Sheldon                               | Howard Wolowitz (veu)           | Episodi: "An Introduction to Engineering and a Glob of Hair Gel" |

### Teatre
| Any  | Títol                                                      | Rol                | Notes                                              |
| ---- | ---------------------------------------------------------- | ------------------ | -------------------------------------------------- |
| 2010 | Doctor Cerberus                                            | Franklin Robertson | LA Theatre Works, Los Angeles, Estats Units        |
| 2010 | How to Succeed in Business Without Really Trying (musical) | Bud Frump          | Reprise Theatre Company, Los Angeles, Estats Units |
| 2013 | El Somni d'una nit d'estiu                                 | Demetri            | LA Theatre Works, Los Angeles, Estats Units        |
| 2016 | God of Carnage                                             | Alan               | LA Theatre Works, Los Angeles, Estats Units        |
| 2018 | Els embalsamadors de Lenin                                 | Boris              | LA Theatre Works, Los Angeles, Estats Units        |
| 2018 | It's a Wonderful Life                                      | George Bailey      | Pasadena Playhouse, Pasadena, Estats Units         |
| 2021 | The Murder on the Links                                    | Capità Hastings    | LA Theatre Works, Los Angeles, Estats Units        |

## Premis i nominacions
| Curs | Premi                                             | Obra nominada           | Categoria                                               | Resultat  |
| ---- | ------------------------------------------------- | ----------------------- | ------------------------------------------------------- | --------- |
| 2010 | Premis Teen Choice                                | The Big Bang Theory     | Choice TV: Male Scene Stealer                           | Nominat   |
| 2012 | Premis del Gremi d'Actors de Pantalla             | The Big Bang Theory     | Actuació destacada d'un conjunt en una sèrie de comèdia | Nominat   |
| 2013 | Critics' Choice Television Awards                 | The Big Bang Theory     | Millor actor secundari en una sèrie de comèdia          | Guanyador |
| 2013 | Premis del Gremi d'Actors de Pantalla             | The Big Bang Theory     | Actuació destacada d'un conjunt en una sèrie de comèdia | Nominat   |
| 2014 | Premis del Gremi d'Actors de Pantalla             | The Big Bang Theory     | Actuació destacada d'un conjunt en una sèrie de comèdia | Nominat   |
| 2015 | Premis del Gremi d'Actors de Pantalla             | The Big Bang Theory     | Actuació destacada d'un conjunt en una sèrie de comèdia | Nominat   |
| 2015 | Premis Teen Choice                                | The Big Bang Theory     | Choice TV: Química                                      | Nominat   |
| 2016 | Premis del Gremi d'Actors de Pantalla             | The Big Bang Theory     | Actuació destacada d'un conjunt en una sèrie de comèdia | Nominat   |
| 2017 | Premis Globus d'Or                                | Florence Foster Jenkins | Millor actor secundari - pel·lícula                     | Nominat   |
| 2017 | Festival Internacional de Cinema de Santa Bàrbara | Florence Foster Jenkins | Premi Virtuosos                                         | Guanyador |
| 2017 | Premis del Gremi d'Actors de Pantalla             | The Big Bang Theory     | Actuació destacada d'un conjunt en una sèrie de comèdia | Nominat   |